# Charles Coward
Charles Joseph Coward (Reino Unido, 30 de enero de 1905-21 de diciembre de 1976), conocido como el «Conde de Auschwitz», fue un soldado británico capturado durante la Segunda Guerra Mundial, que rescató a judíos de Auschwitz y afirmó haber ingresado de forma clandestina al mismo campo por una noche, testificando posteriormente sobre su experiencia en el juicio de IG Farben en Núremberg. También rescató por su cuenta a varios cientos de prisioneros judíos de los campos de concentración.

## Carrera militar
Coward se unió al Ejército Británico en junio de 1924 y fue capturado en mayo de 1940 En los alrededores de Calais mientras servía en el octavo Regimiento de Reserva de la Royal Artillery como sargento intendente de compañía, (Battery Quartermaster Sergeant). Consiguió fugarse dos veces antes de siquiera llegar a un campo de prisioneros de guerra, luego escapó siete veces más; en una ocasión especialmente memorable consiguió la Cruz de Hierro mientras fingía ser un soldado alemán herido en un hospital de campaña. Estando cautivo siguió siendo problemático para su captores, organizando varios actos de sabotaje mientras era forzado a trabajar en la prisión.
Hasta que finalmente, en diciembre de 1943, fue trasladado al campo de trabajos forzados de Auschwitz III (Monowitz), situado a sólo ocho kilómetros del campo de concentración más conocido, Auschwitz II (Birkenau). Monowitz estaba bajo la dirección de la empresa industrial IG Farben, que estaba construyendo allí una planta de SBR (caucho sintético) y combustible líquido. El campo albergaba a más de 10 000 trabajadores judíos, así como a prisioneros de guerra y trabajadores forzados procedentes de todos lo rincones de la Europa ocupada. Coward y otros prisioneros de guerra británicos fueron alojados en el subcampo E715, administrado por el Stalag VIII-B.
Gracias a su dominio del idioma alemán, Coward fue nombrado oficial de enlace de la Cruz Roja, haciendo de interprete para los entre 1 200 y 1 400 prisioneros británicos. En este puesto de confianza se le permitió moverse con relativa libertad por todo el campamento y, a menudo, hacia las ciudades circundantes. Presenció la llegada de trenes llenos de judíos al campo de exterminio. Coward y otros prisioneros británicos contrabandeaban alimentos y otros artículos a los reclusos judíos que vivían en peores condiciones. También intercambió mensajes codificados con las autoridades británicas a través de cartas a un ficticio Sr. William Orange (Código para la Oficina de Guerra), proporcionando información de interés militar, narrando las condiciones de los prisioneros de guerra y otros prisioneros en los campos, así como las fechas de llegada y la cantidad de prisioneros de los trenes.
En una ocasión, le llegó de contrabando una nota de un médico naval judío-británico que se encontraba detenido en Monowitz. Decidido a ponerse en contacto con él directamente, logrando intercambiar ropa con un recluso de su grupo de trabajo y pasando la noche en el pabellón judío, viviendo en carne propia las horribles condiciones a las que estaban sometidos los judíos. No logró encontrar al médico que lo contactó, que más tarde se descubrió que era Karel Sperber. Esta experiencia formó la base de su testimonio posterior en los procedimientos judiciales de la posguerra.
Decidido a hacer algo al respecto, Coward utilizó los suministros de la Cruz Roja, especialmente chocolate, para «comprar» los cadáveres de prisioneros muertos a los guardias de las SS, incluidos civiles belgas y franceses sometidos a trabajos forzados. Luego entregó los documentos personales y la ropa pertenecientes a los cadáveres de los no judíos a los judíos fugitivos, quienes adoptaron estas nuevas identidades y lograron ser sacados clandestinamente del campo. Coward usó este plan en numerosas ocasiones y se estima que le salvó la vida a al menos 400 judíos.
En diciembre de 1944, Coward fue enviado de regreso al campo principal del Stalag VIII-B en Lamsdorf (actualmente Łambinowice, Polonia) y en enero de 1945 los prisioneros de guerra fueron forzados a marchar hacia Baviera, donde finalmente fueron liberados.

### Posguerra
Finalizada la guerra, Coward testificó en los juicios de Núremberg, describiendo las condiciones dentro del campo de Monowitz, el trato a los prisioneros de guerra y a los prisioneros judíos, así como la ubicación de las cámaras de gas. En 1953, Coward también compareció como testigo en el juicio Wollheim (conocido como Wollheim Suit), cuando Norbert Wollheim, quien había sido forzado a trabajar demandó a IG Farben para exigir su salario y una indemnización por daños y perjuicios.
En enero de 1955, Coward se unió a la Old Comrades Lodge No. 4077 de la UGLE.
Apareció en la serie This Is Your Life en 1960, cuando fue sorprendido por Eamonn Andrews en el Television Theatre de la BBC.

## Cultura popular
En 1954 John Castle publicaría un libro titulado The Password is Courage (La contraseña es coraje), que describe las actividades de Coward durante la guerra. Ha tenido diez ediciones hasta ahora y continúa imprimiéndose. En la contraportada de la edición actual, se refieren a él como «el hombre que se infiltró en Auschwitz» (que a su vez es el título de otro libro publicado por Denis Avey). Este libro fue adaptado en una película homónima en 1962, protagonizada por Dirk Bogarde. La película era menos cruda en comparación con el libro y sólo hacía referencias pasajeras al tiempo que Coward pasó en Auschwitz; se centraba en sus numerosos escapes y añadía una relación amorosa ficticia.

## Reconocimientos

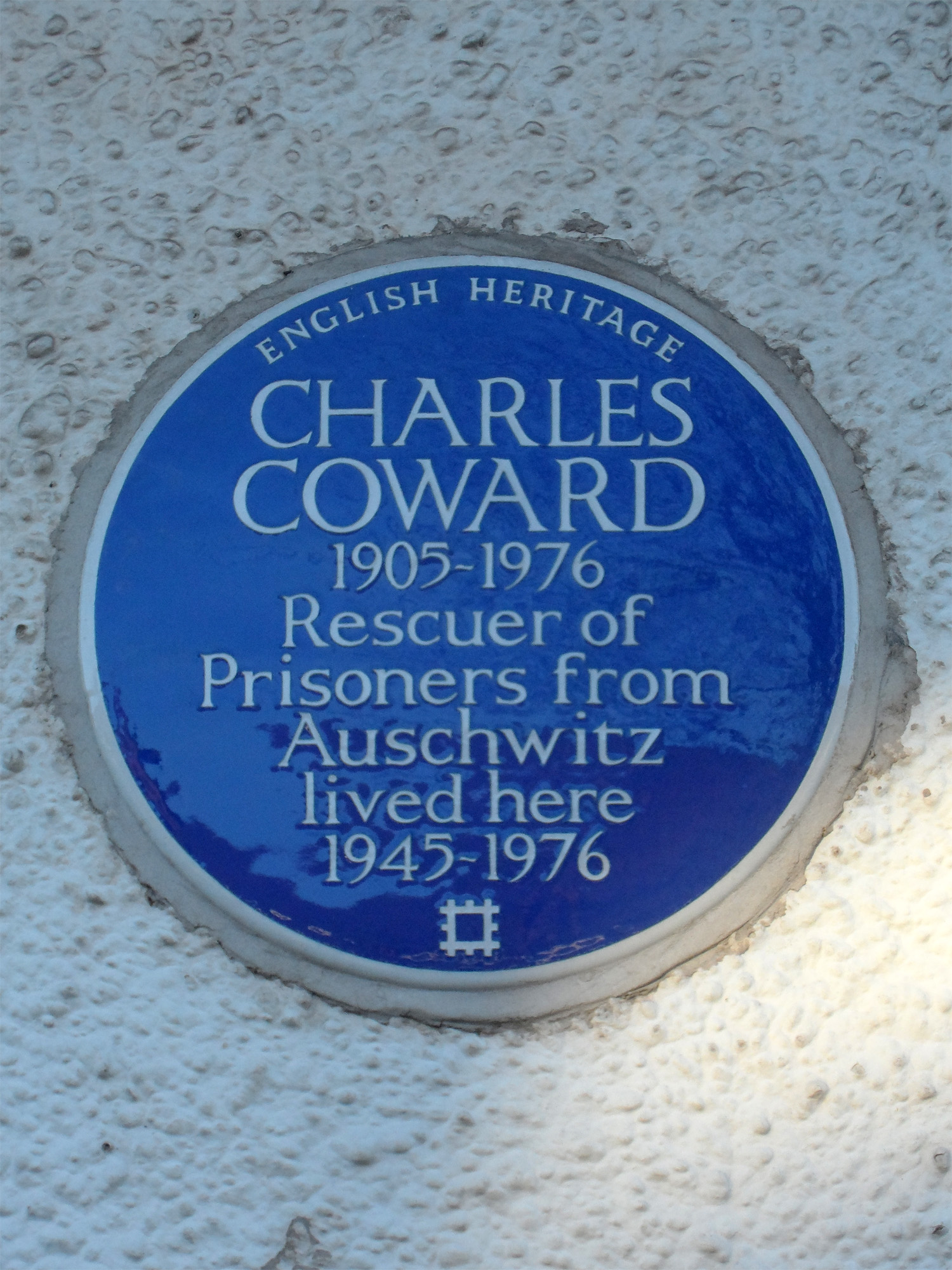
Placa azul de English Heritage en memoria de Coward en su domicilio en Chichester Road 133, Londres.

En 1963, Coward fue nombrado como Justo entre las Naciones y se plantó un árbol en su honor en el Jardín de los Justos entre las Naciones en Yad Vashem. En 2003, tras su muerte, Coward fue conmemorado nuevamente con la instalación de una placa azul en su casa en Chichester Road, Edmonton, Londres, donde vivió desde 1945 hasta su muerte. El Hospital North Middlesex tiene una sala llamada «Charles Coward» en su honor.
En 2010, Coward fue nombrado póstumamente Héroe Británico del Holocausto (British Hero of the Holocaust) por el Gobierno británico.

## Cuestionamientos
Desde la muerte de Coward, su historia ha sido tratada con cierto escepticismo. Un detalle importante es que no se conoce a ningún otro fugitivo que haya sobrevivido, también siendo posible que todos fueran recapturados y asesinados. Cuando el propio Coward fue interrogado por investigadores de Yad Vashem en 1962, ofreció pocos detalles sobre sus identidades o destinos, diciendo: «No se sabe con exactitud cuántas de estas personas recuperaron su libertad, porque algunas tomaron caminos diferentes y se dirigieron a países diferentes». Luego añadió: «Y, obviamente, no se conservaba ningún registro de ellos, porque una vez que llegaban a su nuevo país se les entregaban documentos especiales y tal vez identidades diferentes». La posición revisionista afirma que Coward pudo haber salvado a unos pocos judíos, pero ciertamente no a cientos.